# حلبة

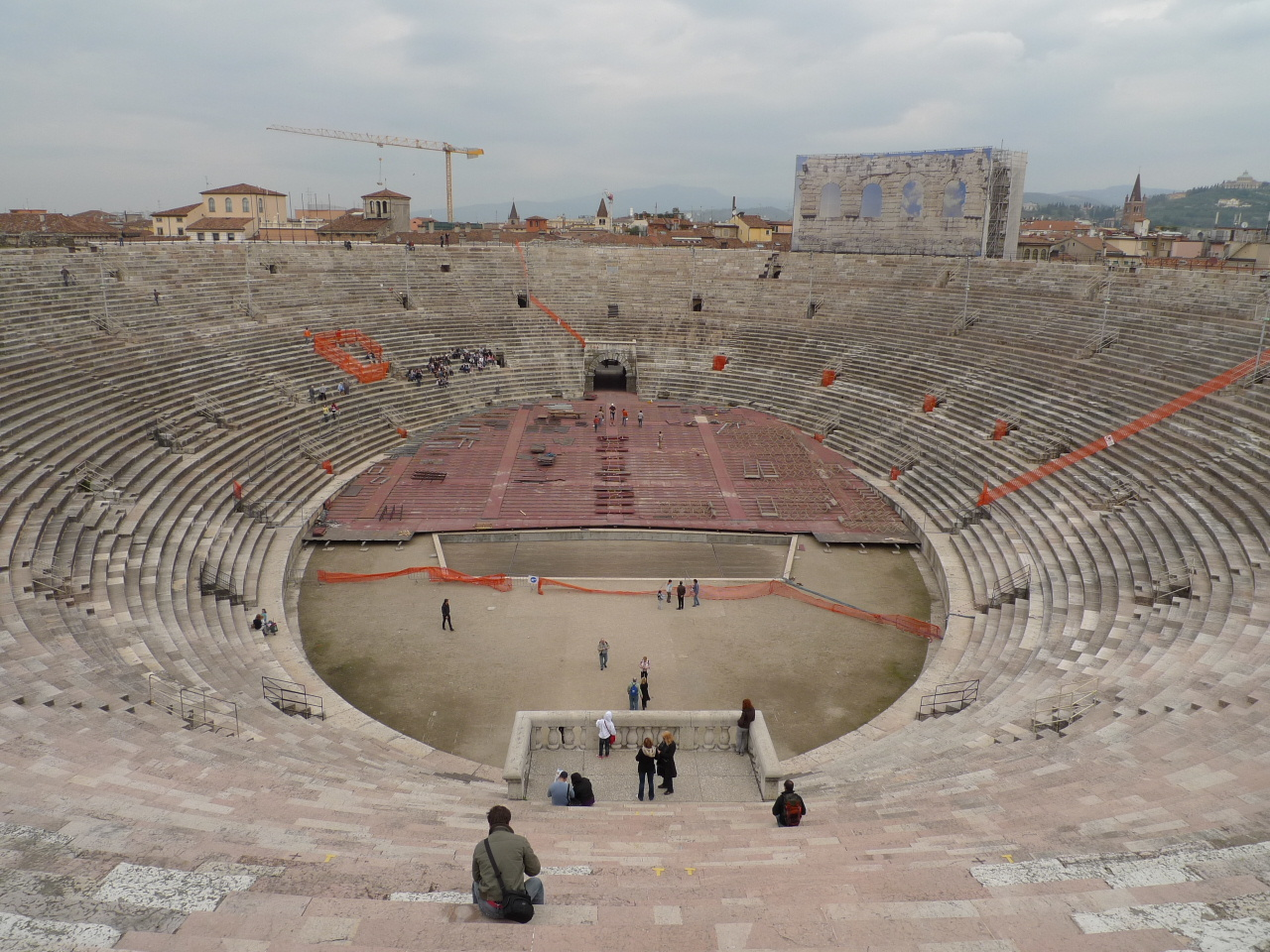
الحلبة الرومانية في مدينة فيرونا ، إيطاليا.

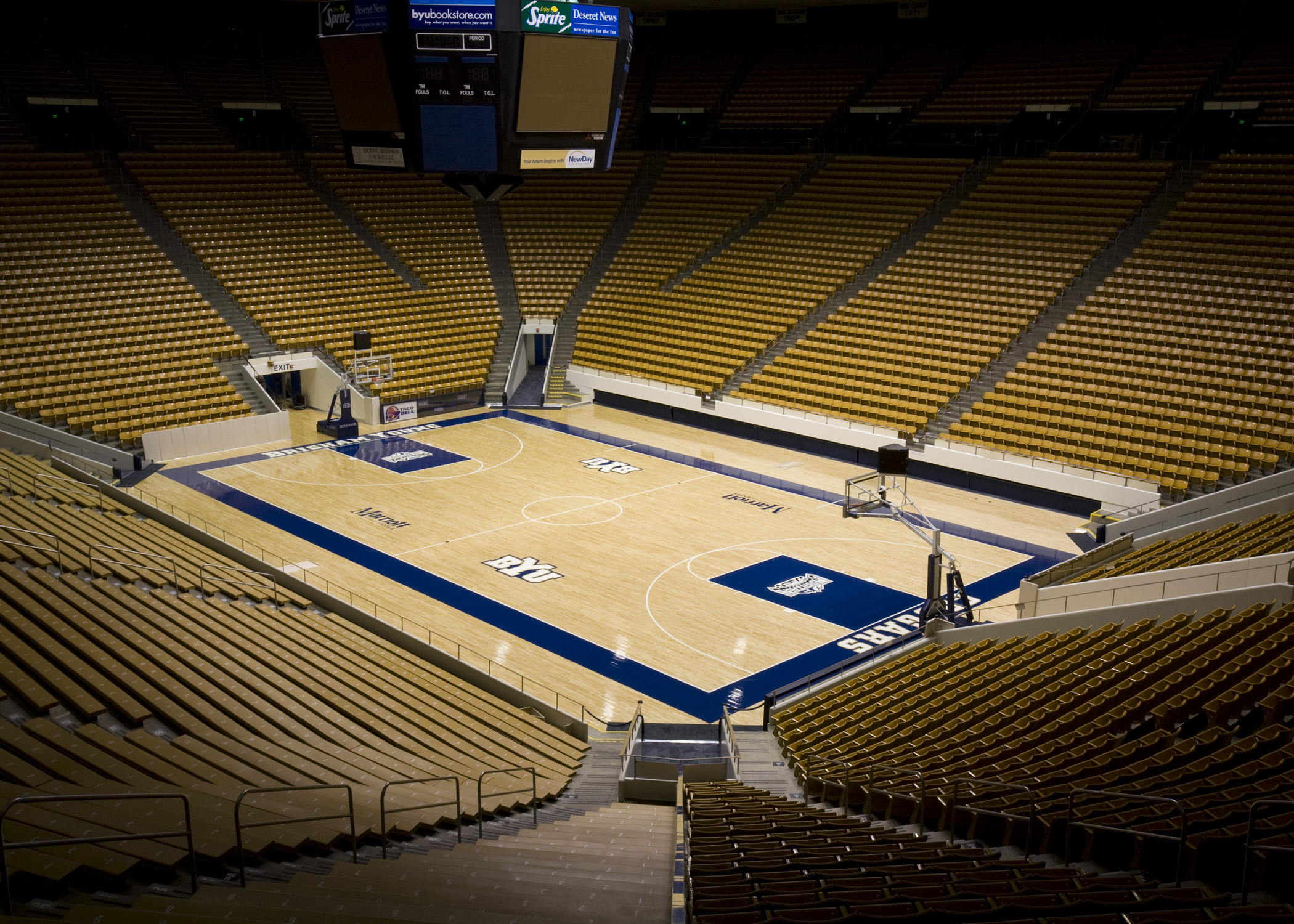
صالة رياضية للعب كرة السلة.

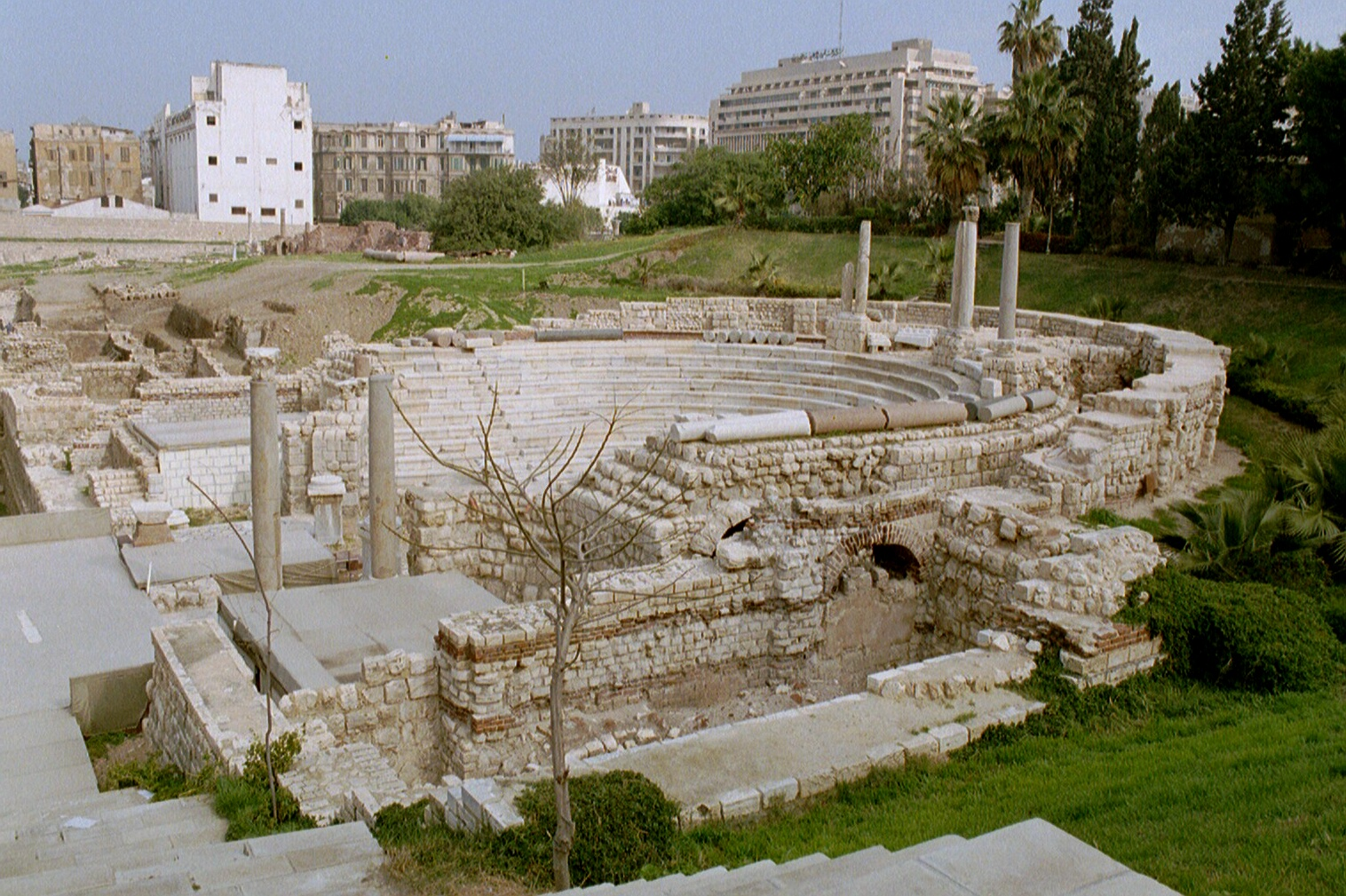
المسرح الروماني، أبرز المعالم الرومانية الباقية في الإسكندرية.

الحلبة أو الرَّمَّاغة هي منطقة مغلقة، وغالبا ما تكون دائرية أو بيضاوية الشكل، يقام فيها العروض المسرحية والحفلات الموسيقية أو المنافسات الرياضية. بدأ بناء حلبات المصارعة والعرض في العصر الروماني نحو 300 سنة قبل الميلاد. واستمرت وتتطورت في عصر الرومان حيث أنشؤا تلك الحلبات من مدرجات صخرية كبيرة يمكنها أن تأم آلاف من المتفرجين. وكانت جزءا دارجا من الحياة في عصر الرومان واستمرت حتى نحو 500 بعد الميلاد.
و تتألف الحلبة الرومانية من مساحة مفتوحة وسطية، محاطة بمدرجات من جميع أو معظم الجهات يجلس عليها المتفرجون والجمهور. الشيء المميز للحلبة الرومانية هي أن مكان الحدث يكون اخفض نقطة في البناء. والهدف هو السماح بتساوي المشاهدة للمشاهدين، والتوزيع المتساوي للصوت. في العادة تصمم الصالات لعدد كبير من المتفرجين. في العصر الحديث تطورت إلى صالات رياضية للعب كرة السلة أو التنس مثلا، حيث يكون الجمهور أكثر ارتفاعا من اللاعبين لتحسين المشاهدة.
يجب التفريق بين الصالات والحلبات الرومانية، حيث ان الصالة الرياضية مثلا تكون مغلقة (مسقوفة)، واصغر حجما تستوعب عددا اقل من الجمهور. اما الحلبة الرومانية أو حلبة مصارعة الثيران التي ابتكرها الأسبان في تكون تكون أكبر حجما، ومفتوحة في الهواء الطلق، وليس لها سقف. الحلبات الرومانيو وحلبات مصارعة الثيران تستوعب اعدادا أكبر من الجمهور والمتفرجين. في العادة تلعب كرة القدم ورياضة التنس في ملاعب شبيهة بالحلبات الرومانية، أما كرة السلة والكرة الطائرة تلعب في صالات رياضية.
arena: كلمة لاتينية تعني الرمل (بالإنجليزية: sand)، الرمل الذي كان مفيدا لامتصاص دماء المصارعين الذين كانوا يتقاتلون عليه في تلك الفترة.

## تاريخها
تعني كلمنة «أرينا»: مكان التنافس والعرض الرياضي والعرض المسرحي. يعود تاريخها إلى العصر الروماني، بأنها كانت حلبة مرشوشة بالرمل تقام عليها المنافسات والمسرحيات. يجلس جمهور المتفرجين على مدرجات أعلى من مستوى مساحة العرض الوسطية. ظلت تقام عليها مصارعة المصارعين الرومان لتسلية القياصرة ويشاهدها جمهور الأغنياء والمقربين للقيصر.

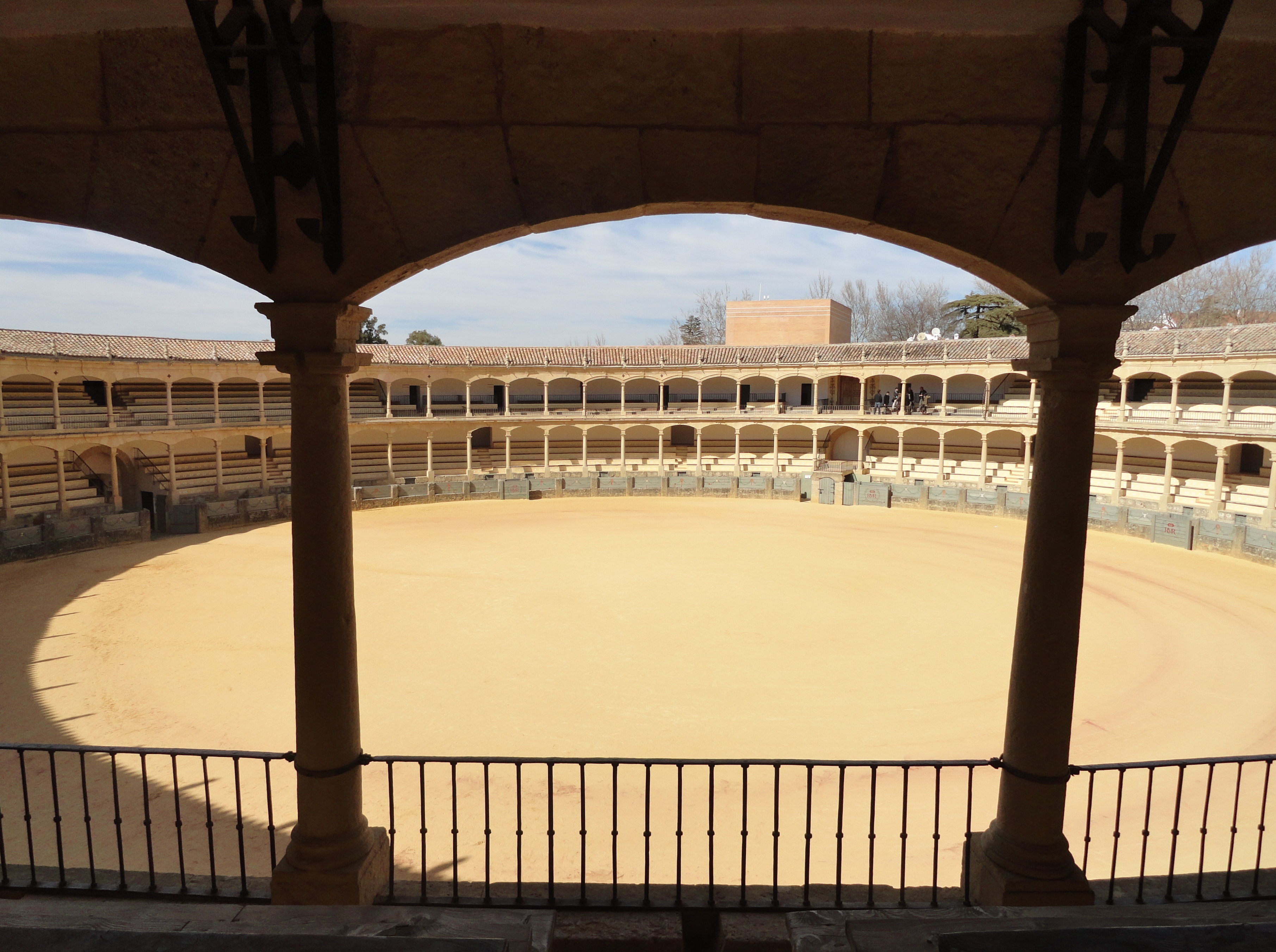
حلبة مصارعة الثيران في رندة.

طورها الأسبان منذ القرن الثامن عشر إلى حلبات مصارعة الثيران، وكانت أول حلبة لمصارعة الثيران في مدينة رندة الأسبانية.
خلال القرن التاسع عشر أنشأت صالات العرض في أوروبا، وكانت تقام عليها حفلات موسيقية ومسرحيات.
.
تطورت في عصرنا الحديث لتكون «ستاد رياضي» أو «ملاعب أولمبية».

## اقرأ أيضا
- مجالد
- مصارعة الثيران